# Intercity Football League
Intercity Football League (chineză: 城市足球聯賽pinyin: Chéngshì zúqiú liánsài) (sau MediaTek Intercity Football League din motive de sponsorizare) este primul eșalon din sistemul competițional fotbalistic din Republica Chineză (Taiwan).

## Echipele sezonului 2010
- "Hasus" Taiwan PE College
- I-Shou University
- Kaohsiung County Taipower FC
- Ming Chuan University
- National Sports Training Center football team
- Taipei City Tatung FC
- Taipei County
- Taipei PE College "Asics"
- Yilan County

## Rezultate
| Sezon | Campioană                                   | Locul secund                           | Locul al treilea                              | Locul al patrulea  |
| ----- | ------------------------------------------- | -------------------------------------- | --------------------------------------------- | ------------------ |
| 2007  | Taipei City Tatung                          | Taipei PE College (ca Tainan County)   | Yilan County                                  | Chiayi County      |
| 2008  | Taipower                                    | Taiwan PE College (as Chia Cheng Hsin) | Taipei PE College (ca Tainan County Hun Sing) | Taipei City Tatung |
| 2009  | Taiwan PE College (ca Kaohsiung City Yoedy) | Kaohsiung County Taipower              | Taipei PE College (ca Tainan County)          | Taipei City Tatung |
| 2010  |                                             |                                        |                                               |                    |